# Kimse Bilmez
Kimse Bilmez (Angola/Moçambique: Sombras do Passado) é uma telenovela turca, produzida pela Baba Yapım e exibida pela ATV, entre 11 de junho a 29 de dezembro de 2019, em 27 episódios, com direção de Hakan Eren e colaboração de Kartal Çidamlı.
Conta com as participações de Keremcem, Özgü Kaya, Burak Serdar Şanal e Zeynep Elçin.

## Elenco
| Ator/Atriz               | Personagem       |
| ------------------------ | ---------------- |
| Keremcem                 | Ali Hüroğlu      |
| Özgü Kaya                | Sevda Eğilmez    |
| Burak Serdar Şanal       | Pilot / Süleyman |
| Zeynep Elçin             | Duygu Selvin     |
| Ferdi Kurtuldu           | Hüdaverdi        |
| Zehra Yılmaz             | Tuğçe Işık       |
| Selda Özbek              | Meral Selvin     |
| Hakan Altıner            | İlhan Selvin     |
| Adnan Biricik            | Kurtbey          |
| Özlem Başkaya            | Hayriye Eğilmez  |
| Timur Ölkebaş            | Vedat Kemal      |
| Yiğit Koçak              | Sinan Eğilmez    |
| Onur Dikmen              | Sarp             |
| Burak Haktanır           | Ekrem            |
| Ahmet Mekin              | Tuğrul Baba      |
| Halil İbrahim Kayacıoğlu | Ergin Kemal      |
| Mehmet Küçük             | Yusuf Alihan     |
| Beran Özel               | Ezgi             |
| Ege Ares Şiranlı         | Veli             |
| Sevtap Özaltun           | Özlem            |
| Caner Kurtaran           | Nedim Saymaz     |
| Engin Hepileri           | Uygar Sarıkaya   |
| Kubilay Penbeklioğlu     | Köksal Eğilmez   |
| Mehmet Ali Kaptanlar     | Samim Sarıkaya   |
| Mehmet Güler             | Takacı           |
| Berke Uzrek              | Mert             |

## Transmissão em países lusófonos
A trama turca foi anunciada em Angola e Moçambique pelo canal de televisão por assinatura Zap Novelas, para estrear em 8 de setembro de 2020.